# David Stuart Broucher
David Stuart Broucher (* 5. Oktober 1944) ist ein ehemaliger britischer Diplomat.

## Leben
Broucher ist der Sohn von Betty Elam Jordan und Clifford Broucher, aus Ewenny, Glamorgan. Er besuchte die Manchester Grammar School, studierte dann am Trinity Hall, Cambridge, und heiratete am 25. November 1971 Marion Monika Gill. Ihr Sohn Nicholas David wurde 1972 geboren. 1966 trat Broucher in den Auswärtigen Dienst. Von 1966 bis 1968 wurde er im Foreign and Commonwealth Office beschäftigt. Von 1968 bis 1972 wurde bei der britischen Militärkommandantur in Berlin beschäftigt und von 1972 bis 1975 war er zum Regierungskabinett abgeordnet. 1973 wurde er zum Botschaftssekretär erster Klasse befördert.
Am 1. September 1975 wurde Broucher zum Konsul in Prag ernannt., wo er bis 1978 tätig war. Von 1978 bis 1983 wurde er wiederum im Foreign and Commonwealth Office beschäftigt. Von 1983 bis 1985 war er ständiger Vertreter der britischen Regierung bei der Europäischen Wirtschaftsgemeinschaft. Von 1985 bis 1989 war er Botschaftsrat in Jakarta. Von 1989 bis 1993 war er Botschaftsrat der Handelsmission in Bonn. Von 1994 bis 1997 Oktober 1997 wurde er nochmals im Foreign and Commonwealth Office beschäftigt. Von Oktober 1997 bis November 2001 war er Botschafter in Tschechien. Von 2001 bis zu seiner Versetzung in den Ruhestand, 2004 leitete er die britische Delegation bei der Abrüstungskonferenz in Genf. In dieser Zeit hatte die britische Delegation bei den vorbereitenden Ausschuss der Non-Proliferation Treaty, der Überprüfungskonferenz des Übereinkommens über biologische Waffen und dem Ersten Ausschuss der UN-Generalversammlung den Vorsitz.
Im Rahmen einer von Brian Hutton geleiteten Untersuchung zu den Todesumständen von David Kelly, berichtete Broucher, Kelly hätte ihm gegenüber in Genf im Februar 2003 auf die Frage, was im Fall des Irakkrieges geschehe, erklärt, dass er dann vielleicht tot im Wald gefunden werden würde. Von 2005 bis November 2006 war Broucher persönlicher Berater in Fragen des EU-Beitritts von Traian Băsescu. Seit 2006 ist er Fellow an der University of Southampton. Derzeit berät er in Zusammenarbeit mit der University of Birmingham die Regierung in Skopje bei ihren Beitritt zur Europäischen Union.